# Cresera ockendeni
Cresera ockendeni är en fjärilsart som beskrevs av Rothschild 1909. Cresera ockendeni ingår i släktet Cresera och familjen björnspinnare. Inga underarter finns listade i Catalogue of Life.